# شبکه عصر
تلویزیون عصر یکی از شبکه‌های تلویزیونی خصوصی در شهر هرات، افغانستان است.
تلویزیون عصر از سال ۱۳۹۰ با پخش برنامه‌های علمی، فرهنگی، هنری، اجتماعی، ورزشی (فوتبال) و موسیقی در شهر هرات افغانستان شروع به فعالیت کرد، 
کلیه فعالیت های این شبکه از تاریخ ۲۰مرداد ۱۴۰۰ شمسی، به دلیل بروز جنگ داخلی و ورود دوباره گروه طالبان، که از سال ۲۰۰۳ در پی ورود نیروهای ناتو به آن کشور، از افغانستان خارج شده بودند و پس از بیست سال در پی خروج نیروهای ناتو از افغانستان، در حرکت هایی قارچ گونه به اکثر ولایت های افغانستان تسلط پیدا کردن، شبکه تلویزیونی عصر  به حالت تعلیق در آمده است.